# Estera Frumkin

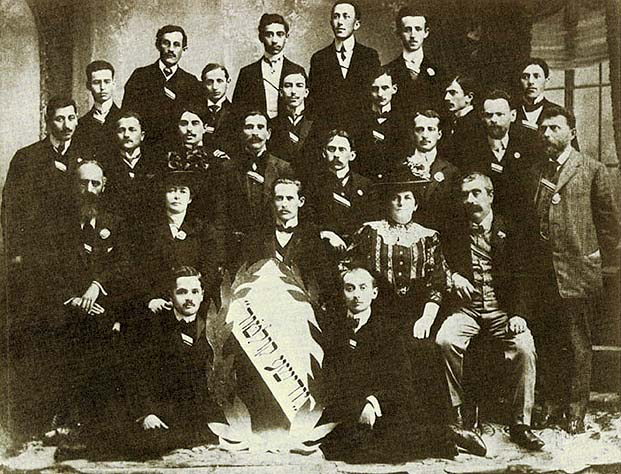
Zdjęcie grupowe uczestników konferencji w Czerniowcach, Frumkin siedzi w drugim rzędzie, druga od lewej

Estera Frumkin, ur. jako Malka Chaja Lifszyc, znana także jako Maria Jakowlewna Frumkina (ur. 1880 w Mińsku, zm. 8 czerwca 1943 w Karłagu) – żydowska publicystka, pedagog i działaczka socjalistyczna oraz komunistyczna. Do 1921 roku jedna z przywódców Bundu w Rosji, następnie szefowa sekcji żydowskiej Rosyjskiej Komunistycznej Partii.

## Życiorys
Pochodziła z rodziny o tradycjach haskalowych. Jej ojciec był maskilem, poetą oraz prozaikiem.
Posługiwała się językiem jidysz oraz hebrajskim. W rodzinnymi mieście ukończyła szkołę średnią, w 1896 roku związała się z socjaldemokratami. Następnie podjęła studia filologiczne na Uniwersytecie Pedagogicznym w Petersburgu, przez pewien czas studiowała także na Uniwersytecie Berlińskim. Podczas pobytu w Petersburgu związała się ze środowiskami rewolucyjnymi, w 1901 roku wstąpiła do Bundu, gdzie zaangażowała się w działalność propagandową.
Po ukończeniu studiów wróciła do Mińska, gdzie pracowała jako nauczycielka. Brała udział w rewolucji 1905 roku, podczas której stała się jednym z liderów Bundu. We wrześniu 1907 roku została na krótki czas aresztowana. Od 1908 roku przebywała na emigracji w Austrii oraz w Szwajcarii.
Jako działaczka Bundu opowiadała się za promocją języka jidysz wśród proletariatu. W 1908 roku uczestniczyła w konferencji w Czerniowcach, sprzeciwiała się propozycji utworzenia międzynarodowej żydowskiej organizacji kulturalnej przedstawionej przez Icchoka Lejba Pereca. Po konferencji pozostała w Czerniowcach, gdzie brała udział w organizacji grupy Orgnrojt.
W 1909 roku nielegalnie powróciła do Imperium Rosyjskiego, brała następnie udział w redagowaniu bundowskiego czasopisma „Di Cajt”, pisząc artykuły dotyczące kultury żydowskiej. W 1912 roku została ponownie aresztowana i zesłana na Syberię. Zbiegła następnie z zesłania, spędzając okres I wojny światowej w ukryciu. Po rewolucji lutowej powróciła do Mińska, została również wybrana do Komitetu Centralnego Bundu oraz mińskiego komitetu rewolucyjnego, była także redaktorką czasopisma „Der Weker”.
W kwietniu 1920 roku została, wraz z Aronem Wainszteinem, liderką tzw. Kombundu, czyli komunistycznego odłamu partii. Brała udział w negocjacjach dotyczących połączenia Kombundu z Rosyjską Komunistyczną Partią, ostatecznie Kombund został jednak rozwiązany w marcu 1921 roku, następnie została członkinią RKP(b) i przewodniczącą jej sekcji żydowskiej. W latach 1921–1925 pełniła funkcję prorektora, a od 1925 roku rektora Komunistycznego Uniwersytetu Mniejszości Narodowych Zachodu w Moskwie, prowadziła na nim wykłady dotyczące teorii leninizmu. Była tłumaczką dzieł Lenina, napisała również jego biografię w języku jidysz. Aktywnie działała przeciwko żydowskim instytucjom religijnym w Związku Radzieckim, brała również udział w stworzeniu sieci szkół z językiem wykładowym jidysz oraz w uznaniu jiydsz za jeden z języków narodowych ZSRR. Pracowała jako redaktorka moskiewskiej gazety w języku jidysz „Emes”.
Po zlikwidowaniu Komunistycznego Uniwersytetu Mniejszości Narodowych Zachodu w 1936 roku podjęła pracę w moskiewskim Instytucie Języków Obcych, z którego została jednak rok później wydalona. Podczas wielkiej czystki, w 1937 roku (lub w styczniu 1938 roku) została aresztowana, a trzy lata później skazana na karę 8 lat w obozie pracy. Zmarła 8 czerwca 1943 roku w łagrze na terenie Kazachstanu, w okolicach Karagandy. Została zrehabilitowana w 1956 roku.